# 捷成洋行

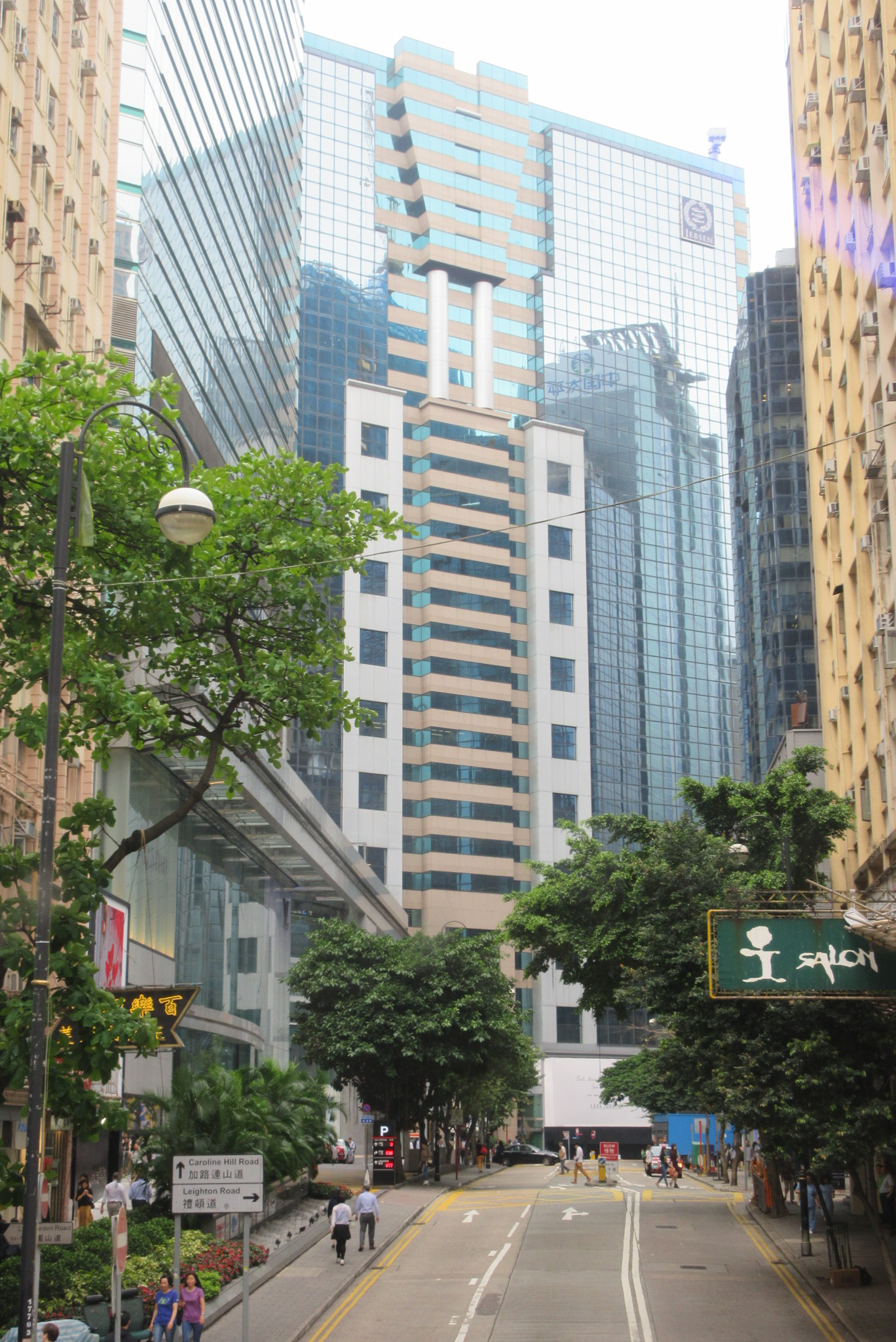
集团总部

捷成集團（英語：Jebsen Group，又名捷成洋行）為一香港商業集團，由丹麥商人Jacob Jebsen 與 Heinrich Jessen於1895年在香港成立，是香港開埠早期設置的洋行之一並持續屹立至今，有著超過125年的悠久歷史。集團在中國大陸、香港、澳門均有業務。目前，捷成廣泛涉獵包括飲料、消費品、工業、汽車、物流及捷成資本在內的多個商業領域，為區域市場持續引進最優質的產品、服務、投資與解決方案。捷成在澳洲、東南亞、丹麥、德國等地有姐妹公司，集團總部設於香港。捷成集團標誌是一個由並行的三條鯖魚組成的圖案，從創辦人故鄉丹麥奧本羅的盾徽演變而來。

## 歷史
- 1895 - Jacob Jebsen和Heinrich Jessen聯合創辦捷成洋行
- 1897 - 與巴斯夫公司簽訂靛藍類染料貿易協定，成為捷成洋行的首次大型貿易活動
- 1903 - 在上海和廣州設立分公司
- 1906 - 收購藍妹啤酒，後來成為香港最受歡迎及銷量第一的啤酒品牌
- 1930 - 贏得平治（Mercedes Benz）在中國的代理權
- 1939-1945 - 第二次世界大戰期間，仍維持在華業務
- 1953 - 引進首部大眾甲殼蟲轎車到香港
- 1955 - 引進首部保時捷跑車到香港
- 1961 - 德國漢莎航空公司開通香港航線，成為該公司的代理
- 1970s - 獨家代理約25家歐洲紡織機械廠商，促進香港紡織業發展，其產品出口額佔當時香港製造業出口總量的60％
- 1986 - 開始代理賓得，曾經為賓得數碼相機在亞太地區規模最大的經銷商
- 1991 - 捷成洋酒部在香港創立，由此打下基礎，現已發展成為大中華區域內最大的獨立代理與經銷商之一
- 2000 - 成立捷成第一家合資企業 - 捷馬（中國）有限公司（Mazzucchelli），將業務拓展至製造領域
- 2001 - 引進首部保時捷跑車到中國內地
- 2002 - 成立捷成國際洋行，進一步擴展台灣市場業務；同年集團進行改組，分拆出另一間獨立公司，名為捷成馬國際（MFJebsen）
- 2007 - 創立美特•捷成（Mitec-Jebsen），成為中國內地首家生產汽車發動機平衡系統的外商獨資企業
- 2013 - 推出全渠道零售品牌至誠尚品 J SELECT
- 2015 - 集團成立120週年，以及與保時捷合作60週年
- 2017 - 設立全新業務線 —— 捷成資本，旨在抓住新機遇，在增強現有業務發展的同時，成就新增長
- 2017 - 在廣州合作開設全亞洲第一家保時捷 e 享空間
- 2018 - 與合作夥伴奧地利唯科公司（TCG Unitech）一同在大連建設新工廠，助力中國高速增長的汽車市場

## 可持續發展
在明確的目標和承諾下，捷成決心通過可持續發展（Sustainability）計劃，將經濟、社會和環境考量納入組織的戰略和運作中。
捷成集團的可持續發展包括了三個主要工作範疇：環境保護、員工福祉和公益事業。

### 引用
1. ↑   (PDF).   [2022-06-23]. （原始内容 (PDF)存档于2022-06-23）.
2. ↑  . 週末畫報. 16 October 2014  [6 March 2015]. （原始内容存档于2016年9月15日）.

## 外部連結
- 捷成集團 （页面存档备份，存于）
- Bodum Export
- Triton Textile （页面存档备份，存于）
- Jebsen & Jessen (GmbH & Co) KG （页面存档备份，存于）
- Garnet International Resources Pty Ltd （页面存档备份，存于）
- J SELECT 捷成尚品有限公司 （页面存档备份，存于）
- CASIO授權網上旗艦店 （页面存档备份，存于）